# Rudolph Zentgraf
Rudolph Zentgraf (* 14. Dezember 1884 in Reichenbach (Lautertal); † 27. Mai 1958 in Lauterbach (Hessen)) war ein deutscher evangelischer Theologe, Oberkirchenrat und Superintendent.

## Leben
Rudolph Zentgraf wurde als Sohn des Hofkaplans und Pfarrers Wilhelm Zentgraf (1839–1917) und dessen Ehefrau Marie Föhlisch (1854–1924) geboren und wuchs mit seinem älteren Bruder Eduard auf.
Nach seinem Theologiestudium wurde er 1910 in Langen ordiniert und war als Pfarrer in Steinbach, Schönberg und Gustavsburg tätig, bevor er am 18. März 1911 Vereinsgeistlicher der Inneren Mission in Darmstadt wurde. Während des Ersten Weltkrieges war er als Feldgeistlicher bei der 25. Reserve-Division eingesetzt.
1922 wurde er hessischer Landesjugendpfarrer und von 1925 an als Nachfolger von Prälat Ferdinand Euler Oberkirchenrat im Oberkonsistorium der Evangelischen Landeskirche Hessen und Superintendent der Provinz Rheinhessen.
1934 wurde er von den Nationalsozialisten aus dem Amt gedrängt und erhielt eine Stelle als Pfarrer in Bingenheim, die er am 11. Juni 1934 antrat und bis 1950 innehatte.
Er wurde zum Vorsitzenden des Landeskirchenrats ernannt, der am 5. November 1935 durch den Reichsminister Hanns Kerrl für Nassau gebildet wurde.
Am 15. Januar 1936 wurde durch Hanns Kerrl der Landeskirchenausschuss eingesetzt und Zentgraf dessen Vorsitzender. So war er bis zum Rücktritt des Gremiums am 28. Juli 1937 de facto „Kirchenpräsident“ der Evangelischen Landeskirche in Hessen-Nassau.
In Bingenheim wurde eine Straße nach ihm benannt.

### Schriften
- Die Evangelische Landeskirche in Hessen 1928 – 1932. Mainz, [1933]
- Das Erbe der Lauterbacher Familie Schwarz in der Geistes- und Kunstgeschichte Deutschlands. Eine genealogische Studie. Lauterbach/Hessen : Hohausmuseum, 1955.-40 S., Ill. (Lauterbacher Sammlungen 10).
- · Die Entstehungsgeschichte der Burg und des Dorfes Bingenheim. Ein Beitrag zur Straßen- und Limesforschung. In: Wetterauer Geschichtsblätter 1, 1952, S. 27–47.

### Familie
Am 2. April 1913 heiratete er in Burgholzhausen Antonie Clotz (* 1890). Aus der Ehe sind die Kinder Mechthild (* 1914, ∞ Pfarrer Helmut Roos), Lieselotte (* 1918), Hans.Joachim (* 1920, Pfarrer, ∞ Erika Schweiger) und Irmela (* 1925, ∞ Pfarrer Günter Dietrich) hervorgegangen.